# Hermínio da Palma Inácio
Hermínio da Palma Inácio (* 29. Januar 1922 in Lagoa, Distrikt Faro; † 14. Juli 2009 in Lissabon) war ein portugiesischer Widerstandskämpfer gegen Salazars Diktatur.

## Leben

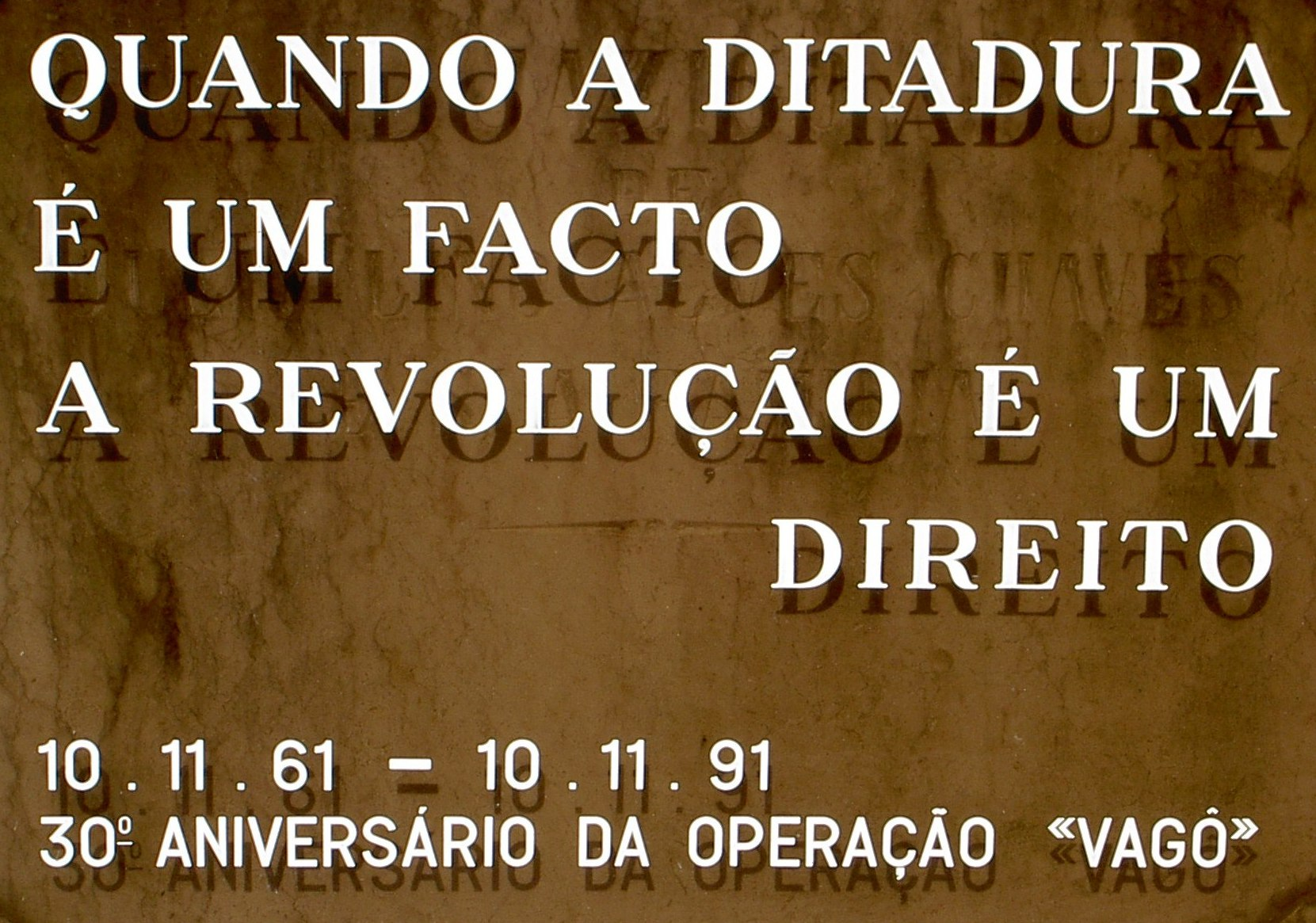
Gedenkstein für die Operação Vagô auf dem Friedhof Cemitério dos Prazeres in Lissabon

Hermínio da Palma Inácio war gelernter Flugzeugmechaniker. Als Gegner des semifaschistischen Estado Novo-Regimes in Portugal gründete er die Widerstandsgruppe Liga de Unidade e Acção Revolucionária (LUAR, deutsch Liga für revolutionäre Einheit und Aktion). Er gilt als einer der populärsten und vom Regime gefürchtetsten Widerstandskämpfer. Bei der Operação Vagô entführte er 1961 ein Flugzeug in Marokko und zwang es zum Überflug von Lissabon, um dort 100.000 Flugblätter abzuwerfen, in denen er freie Wahlen forderte. Das Flugzeug ließ er anschließend nach Marokko zurückkehren, entschuldigte sich bei den Passagieren, allen Frauen an Bord überreichte er eine Rose und verschwand darauf hin.
Einen weiteren aufsehenerregenden Coup landete Inácio 1974, als er mit einer Widerstandsgruppe die Filiale der Zentralbank Banco de Portugal im Seebad Figueira da Foz überfiel, um Geld für ihren politischen Kampf zu erbeuten. Er wurde zwar kurz darauf von der Geheimpolizei DGS verhaftet, aber nach der Nelkenrevolution vom 25. April 1974 aus dem Gefängnis in Caxias befreit. Später schloss Inácio sich der portugiesischen Sozialistischen Partei an. Premierminister Mário Soares, ein früherer Mitstreiter Inácios, schlug ihn für den portugiesischen Freiheitsorden (Ordem da Liberdade) vor, konnte sich jedoch nicht gegen konservativere Kreise durchsetzen.
Bekannt geworden ist das Foto der revolutionsfreundlichen Abendzeitung „República“, wie Inácio nach der Befreiung aus dem Gefängnis der Geheimpolizei in Freude und Triumph beide Arme emporreckt.